# هاينس سمولديرز
هاينس سمولديرز هو لاعب كرة قدم بلجيكي في مركز قلب الدفاع، ولد في 24 فبراير 1998 في بلجيكا. لعب مع كيه في ميخيلين.

## وصلات خارجية
- هاينس سمولديرز على موقع قاعدة بيانات كرة القدم.إي يو (الإنجليزية)
- هاينس سمولديرز على موقع Soccerway.com (الإنجليزية)